# AEP Pafos
Athletiki Enosi Paphos (AEP Pafos) (gr. Αθλητική Ένωση Πάφος) – cypryjski klub piłkarski z siedzibą w mieście Pafos, działający w latach 2000–2014.

## Historia
Klub powstał w 2000 roku w wyniku fuzji dwóch innych klubów z miasta Pafos, APOP i Evagoras. Miasto Pafos było wówczas jednym z nielicznych większych miast na Cyprze, które nie posiadało na stałe drużyny grającej w pierwszej lidze cypryjskiej i w związku z tym zdecydowano o połączeniu się obu klubów.
Gdy doszło do fuzji, APOP utrzymał się w pierwszej lidze, a Evagoras występował w rozgrywkach drugiej ligi. Nowo powstały klub, AEP Pafos, zaczął występować w pierwszej lidze, podobnie jak APOP. Do 2005 roku utrzymywał się w niej, jednak wówczas spadł do drugiej ligi, po raz pierwszy w swojej historii. W kwietniu 2006 roku zespół dotarł do półfinału Pucharu Cypru, jednak po remisach 1:1 u siebie i 0:0 na wyjeździe z AEK Larnaka odpadł z rozgrywek. W tym samym sezonie AEP wywalczył mistrzostwo drugiej ligi i awansował do pierwszej. Jednak po jednym sezonie ponownie został zdegradowany o klasę niżej, ale w 2008 roku drugi raz został mistrzem drugiej ligi i awansował do ekstraklasy Cypru. W sezonie 2010/2011 drużyna zanotowała spadek na drugi poziom rozgrywkowy do B’ Kategorias. W 2014 roku klub połączył się z AEK Kuklia tworząc Pafos FC.

## Sukcesy
- Division B
  - mistrzostwo (2): 2006. 2008.

Przed 2000 rokiem, APOP i Evagoras zwyciężały w rozgrywkach drugiej ligi. APOP w latach: 1966, 1971, 1973, 1975, 1977, 1996, a Evagoras w latach 1968, 1972, 1981, 1989, 1991, 1995.

## Reprezentanci kraju grający w klubie
- Themis Agathokleus
- Kyriakos Chailis
- Demetris Ioannou
- Demetris Leoni
- Milenko Spoljaric
- Fadel Brahami
- Romik Chaczatrian
- Félicien Singbo
- Bulend Biščević
- Joel Mogorosi
- Artur Kotenko
- Jatto Ceesay
- Imoro Lukman
- Dimitris Nalitzis
- Lewan Magradze
- Andrejs Pavlovs
- Jane Nikołowski
- Maciej Scherfchen
- José António Calado
- Ismail Ba
- Mustapha Bangura
- Spasoje Bulajič
- Zsolt Hornyak
- Almir Tanjič
- Moses Sichone
- Shingi Kawondera
- Joel Lupahla
- Zenzo Moyo